# Rotkreuzdienst

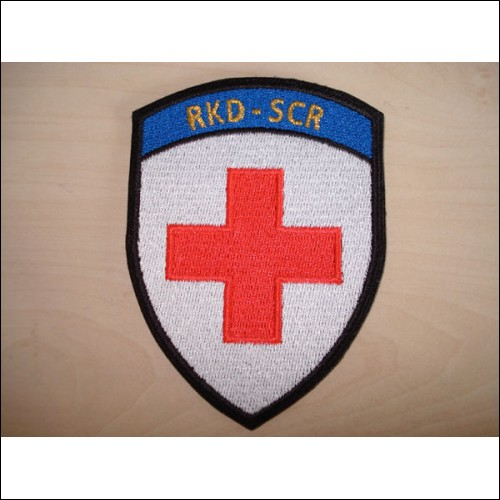
Badge des RKD in der Schweizer Armee

Der Rotkreuzdienst (RKD) ist seit 1903 eine Abteilung des Schweizerischen Roten Kreuzes.
Er besteht aus rund 250 Frauen mit qualifizierter medizinischer Ausbildung, die in der von Henry Dunant begründeten Rotkreuz-Tradition freiwillig Militärdienst zur Unterstützung des Sanitätsdienstes der Schweizer Armee leisten.

## Organisation
Die Angehörigen des RKD (AdRKD) sind in Einheiten, Truppenkörpern und Stäben der Armee zugewiesen. Sie werden von der Armee ausgebildet, ausgerüstet, eingesetzt und besoldet. Mit wenigen Ausnahmen haben sie die gleichen Pflichten und Rechte wie die männlichen Angehörigen des Armeesanitätsdienstes. Namentlich geniessen sie den Schutz der Genfer Abkommen.
AdRKD leisten Wiederholungskurse mit der Truppe, sie werden im Rahmen des Koordinierten Sanitätsdienstes (KSD), aber auch in ausserordentlichen Lagen (schwere Epidemien oder Grosskatastrophe) eingesetzt. Sie tragen die Uniform und Gradabzeichen der Armee und beziehen Erwerbsersatz. Die Gradbezeichnungen entsprechen den militärischen, werden aber mit dem Zusatz «RKD» versehen (zum Beispiel «Wm RKD» für Wachtmeister).

## Qualifikation
Zum Rotkreuzdienst können sich Schweizerbürgerinnen freiwillig melden, die mindestens 18 Jahre und höchstens 38 Jahre alt sind. Voraussetzung ist eine Berufsausbildung im Gesundheitswesen oder in den Bereichen Völkerrecht, Pädagogik oder Erwachsenenbildung (für die Vermittlung des humanitären Völkerrechts und der Rotkreuzgrundsätze).

## Geschichte
Die Masseninternierungen von fremden Militärpersonen in der Schweiz zeigten im Deutsch-Französischen Krieg, dass das zivile Schweizerische Rote Kreuz (SRK) und die Schweizer Armee gegenseitig aufeinander angewiesen sind. Deshalb wurden ab 1903 private Pflegeausbildungen, welche unter dem Patronat des SRK standen, aus der Bundeskasse subventioniert. Als Gegenleistung musste das SRK bei einer Mobilmachung zwei Drittel seines Sanitätspersonals dem Armeesanitätsdienst zur Verfügung zu stellen.
Anfänglich waren ausschliesslich Krankenschwestern dem Rotkreuzdienst zugeteilt. Später wurden auch Frauen aus Pharmazie, der Medizin und dem alternativmedizinischen Bereich ermutigt, dem Rotkreuzdienst beizutreten. Ab dem Zweiten Weltkrieg wurden auch Pfadfinderinnen, Bürofachfrauen, Lehrerinnen, Juristinnen etc. in den Militärspitälern eingesetzt, wo sie Supportdienstleistungen zugunsten der Spitalverwaltung ausführten.